# Kazimierz Nowak (wojskowy)
Kazimierz Nowak ps. Andrzej (ur. 1 kwietnia 1910 w Warszawie, zm. ?) – porucznik Armii Krajowej w Zgrupowaniu „Żmija”. Uczestnik powstania warszawskiego

## Życiorys
W trakcie okupacji w stopniu porucznika, zastępca komendanta Rejonu 2 Obwodu Żoliborz i od 1944 dowódca kompanii obwodu. Uczestnik powstania warszawskiego. W nocy z 1 na 2 sierpnia na czele dowodzonej przez siebie kompanii wycofał się do Kampinosu. Początkowo wraz z oddziałem wszedł w skład 3 kompanii w skład batalionu „Żubr”, którą dowodził. 10 sierpnia odłączył się od Zgrupowania „Żubr” i przyłączył do pułku „Palmiry-Młociny”, wchodząc jako pluton, w skład I batalionu, 1 kompanii dowodzonej przez por. Franciszka Baumgarta „Dan”. 16 sierpnia wraz z kompanią „Dana” przedostał się na Żoliborz. W nocy z 20 na 21 i z 21 na 22 sierpnia brał udział w atakach na Dworzec Gdański, gdzie został ranny. Jego pluton został wcielony ponownie do Zgrupowania „Żmija”.  
Po powstaniu w niewoli. Przebywał w stalagu XI-A Altengrabow, komando - I batalion (nr jeniecki 46376). 
Brak danych o dalszych losach.